# Мердоквил (Квебек)
Мердоквил (фр. Murdochville) је град у Канади у покрајини Квебек. Према резултатима пописа 2011. у граду је живело 764 становника.

## Становништво
Према резултатима пописа становништва из 2011. у граду је живело 764 становника, што је за 5,9% мање у односу на попис из 2006. када је регистровано 812 житеља.
| 2006. | 2011. |
| ----- | ----- |
| 812   | 764   |